# 中国生化制药厂
中国生化制药厂是20世纪上半叶中国上海的一个与地方教会有关的制药企业。

## 歷史
中国生化制药厂创办于1937年7月1日，其前身上海综合化工厂，由上海圣约翰大学化学硕士倪怀祖和他的父亲倪文修共同出资，创办于1934年11月。生产原料及滴钙等针剂、成药，1949年有职工270人。后来，倪怀祖的胞兄、教会领袖倪柝聲（Watchmen Nee）为主要投资人并出任總經理，起初由其弟倪怀祖担任厂长，后来专心于任化学师、技术经理，陆续发明、研制成功多种药品。
1939年，倪怀祖的胞兄教会领袖倪柝声（倪儆夫）访问欧洲回国后，出任中国生化制药厂厂长。关于倪柝声经商的原因，一般认为是为了应对战争时期教会工作所面临严重的经济问题，当时他的数十位忠心的同工及其家属面临营养不良、肺病和贫穷的困境。“我去作生意，如同寡妇被迫再嫁。”
抗战期间，中国生化制药厂虽设于上海，仍秘密向重庆国民政府登记，供应军需药品。后期药厂迁往重庆。抗战期间，该厂的经营颇为成功，在规模上达到顶峰，成为中国军队战时药品的重要来源，为抗日战争做出了重大贡献。生产的“三大名药”避倦丸、晕动药、玻璃药膏均为服务于战场需要的特色药品。
在重庆期间，该厂与政界人士建立了良好关系。张治中将军、朱经惠部长、强静愚署长、财政厅厅长尹任先、李亚震均为该厂董事。1946年，军医署新署长林可胜要生化药厂担任其技术顾问，要该厂接收上海、南京的三十几个日本药厂，并要该厂负责人出任军医署副署长。战争结束后，国民政府请生化药厂负责编制了《中国医药生产计划》。
同时，中共势力也潜伏进入生化药厂，从事地下工作。张汝励受到倪柝声的庇护（其妻张品蕙的六叔），逃避追捕，并担任药厂总经理。中共高层吴克坚常来生化药厂，与张汝励见面。此外药厂内还渗透进不少中共党员。
有許多教会信徒也在中国生化制药厂工作，每天早上開工之前都先禱告。中国生化制药厂职工只领取微薄的工資，結餘的利润大量用于教会事业，包括购买福州鼓岭训练所用的房舍以及海關巷执事之家的房子。倪柝声投入大量精力到中国生化制药厂的经营活动，在地方教會中产生非议，此后愈演愈烈；加上了人身攻击，幾乎所有同工長老都否定倪柝声，到1942年年底将其革除；只有俞成華堅持不可只憑傳言，需當面核實才可定案；于是造成倪柝声此后6年时间无法服事教会，到1948年春才恢复尽职。
抗战结束后，军用药品需求减少，生化药厂规模也进行了收缩。1950年，中华人民共和国政府下令将中国生化制药厂并入沈阳东北制药总厂（前身为延安八路军卫生材料厂），倪柝声担任工厂管理委员会主任，倪怀祖继续担任技术总顾问。1952年4月，倪柝声在五反运动中被捕，倪怀祖也回到上海任教会所办翠华染料厂总工程师。

## 厂址
中国生化制药厂的厂址初设于上海，不久抗战爆发，曾迁至香港、澳门。1941年迁回上海，在海格路（华山路）设厂，1942年秋租用胶州路397号上海私立贫儿教养院院址。另在中区江西路322号设办公室。胶州路厂址位于今静安区胶州路397号（武定路口），今为“静安孵化基地”。厂内办公楼和一栋厂房保存至今。